# Antoine Thomas (Romanist)
Antoine Thomas (* 29. November 1857 in Saint-Yrieix-la-Montagne, Département Creuse; † 17. Mai 1935 in Paris) war ein französischer Romanist, Mediävist und Historiker.

## Leben und Werk
Thomas, der im Département Creuse aufgewachsen war und diesem okzitanischen Landstrich ein Leben lang verbunden blieb, ging durch das Institut Massin und die École des Chartes, die er 1879 als Jahrgangsbester abschloss (Abschlussarbeit: Les États généraux sous Charles VII. Étude chronologique d'après des documents inédits, Paris 1878). Dann war er zwei Jahre in Rom an der École de Rome. Er habilitierte sich 1883 an der Sorbonne mit den beiden von Paul Meyer angeregten Thèses Francesco da Barberino et la littérature provençale en Italie au moyen âge und De Joannis de Monsterolio vita et operibus, sive de Romanarum litterarum studio apud Gallos instaurato Carolo VI regnante. Von 1882 bis 1889 war er Professor für Sprache und Literatur Südfrankreichs an der Universität Toulouse (Nachfolger: Alfred Jeanroy), von 1889 bis 1933 als Nachfolger von Arsène Darmesteter Professor für romanische Philologie und Literatur des Mittelalters an der Sorbonne, gleichzeitig Herausgeber der Zeitschrift Annales du Midi. Revue archéologique, historique et philologique de la France méridionale. Daneben lehrte er von 1895 bis 1910 auch an der École pratique des hautes études. 1905 wurde er in die Académie des inscriptions et belles-lettres aufgenommen.

## Weitere Werke
- Rapport à M. le ministre de l'Instruction publique et des Beaux-Arts sur une mission philologique dans le département de la Creuse, Paris 1879
- Nouvelles recherches sur "l'Entrée de Spagne", chanson de geste franco-italienne, Paris 1882
- Les Lettres à la cour des papes. Extraits des archives du Vatican, pour servir à l'histoire littéraire du moyen âge, 1290–1423, Rom 1884
- (Hrsg.) Poésies complètes de Bertran de Born, Toulouse 1888 (nach der wissenschaftlichen Ausgabe von Albert Stimming, Halle a. S. 1879)
- (zusammen mit Adolphe Hatzfeld und Arsène Darmesteter) Dictionnaire général de la langue française du commencement du XVIIe siècle jusqu'à nos jours, 2 Bde., Paris 1890–1900 (Schlussbearbeitung des historischen Teils an Stelle des 1888 verstorbenen Darmesteter)
- Essais de philologie française, Paris 1897
- Mélanges d'étymologie française, Paris 1902
- Nouveaux essais de philologie française, Paris 1904
- Le comté de la Marche et le Parlement de Poitiers (1418-1436). Recueil de documents inédits tirés des Archives nationales, Paris 1910
- (Hrsg.) L'entrée d'Espagne. Chanson de geste franco-italienne, 2 Bde., Paris 1913
- (Hrsg.) La Chanson de Sainte-Foi d'Agen. Poème provençal du XIe siècle, Paris 1925
- Mélanges d'étymologie française. Première série, Paris 1927